# Bogusław Psujek
Bogusław Psujek (ur. 22 listopada 1956 w Chorupniku koło Krasnegostawu, zm. 21 kwietnia 1990 w Szklarskiej Porębie) – polski lekkoatleta, specjalizujący się w biegach długodystansowych.

## Osiągnięcia
Zawodnik Oleśniczanki. Zwyciężył w biegach maratońskich w Berlinie (1986) i Beppu (1990). Ustanowił najlepszy wynik Polski w maratonie (1987), zdobył osiem złotych medali mistrzostw Polski seniorów (jeden w biegu na 10 000 metrów, cztery na 5000 metrów oraz trzy w biegach przełajowych) oraz dwa złote medale halowych mistrzostw kraju w biegu na 3000 metrów.

## Rekordy życiowe
- Bieg na 1500 m – 3:40,37 s. (1984)
- Bieg na 3000 m – 7:55,7 s. (1982)
- Bieg na 3000 m z przeszkodami – 8:43,54 s. (1984)
- Bieg na 5000 m – 13:35,40 s. (2 sierpnia 1986, Sopot) – 10. wynik w historii polskiej lekkoatletyki[4]
- Bieg na 10 000 m – 28:28,53 s. (24 sierpnia 1986, Sopot) – 13. wynik w historii polskiej lekkoatletyki[4]
- maraton – 2:10:26 s. (10 maja 1987, Londyn) – 8. wynik w historii polskiej lekkoatletyki[4]